# Rhododendron huadingense
Rhododendron huadingense är en ljungväxtart som beskrevs av Bing Yang Ding och Y.Y. Fang. Rhododendron huadingense ingår i släktet rododendron, och familjen ljungväxter. Inga underarter finns listade i Catalogue of Life.